# 무덤새
무덤새는 닭목 무덤새과의 조류이다. 몸길이 약 60cm이다. 전체적으로 회갈색이다. 목은 연한 푸른색 바탕에 세로로 검은 줄무늬가 한 줄 있다. 등과 날개는 검은색과 흰색, 적갈색 줄무늬로 이루어져 있다. 어린 개체는 전체적으로 흐린 회갈색이며 등과 날개에 크림색 줄무늬가 있다. 육상 생활을 한다. 무리를 이루지 않고 단독으로 생활한다. 겁이 많고 조심성이 많다. 위험한 상황이 아니면 거의 날지 않는다. 식물과 같은 유기물과 모래를 섞어 흙무더기 형태의 둥지를 만든다. 지열을 이용해 알을 부화시킨다. 기온과 강수량에 따라 달라지지만 대체로 9월~2월 사이에 알을 낳는다. 부화기간은 50~100일이다.